# St-Hildevert (Gournay-en-Bray)

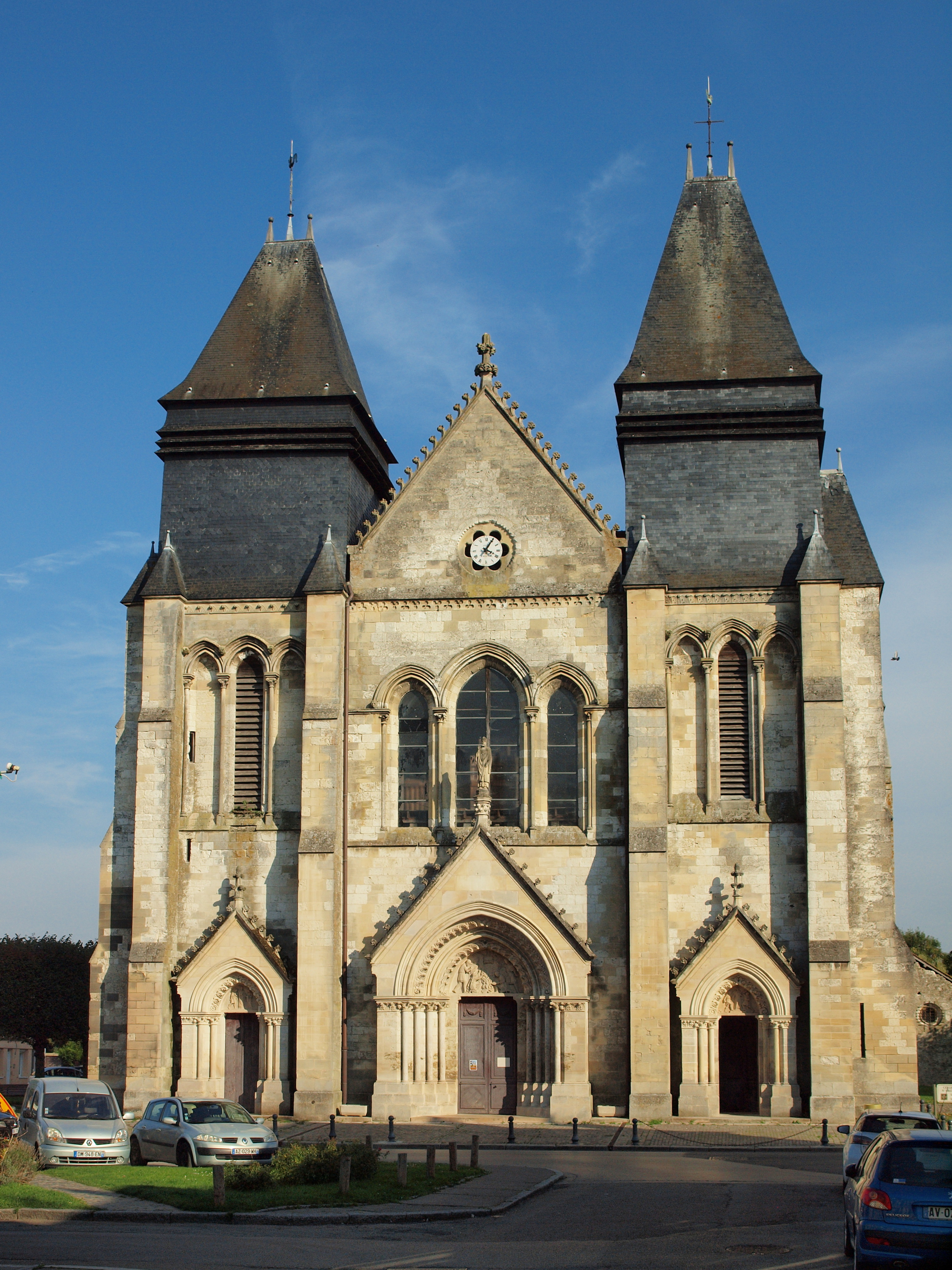
Kirche St-Hildevert in Gournay-en-Bray

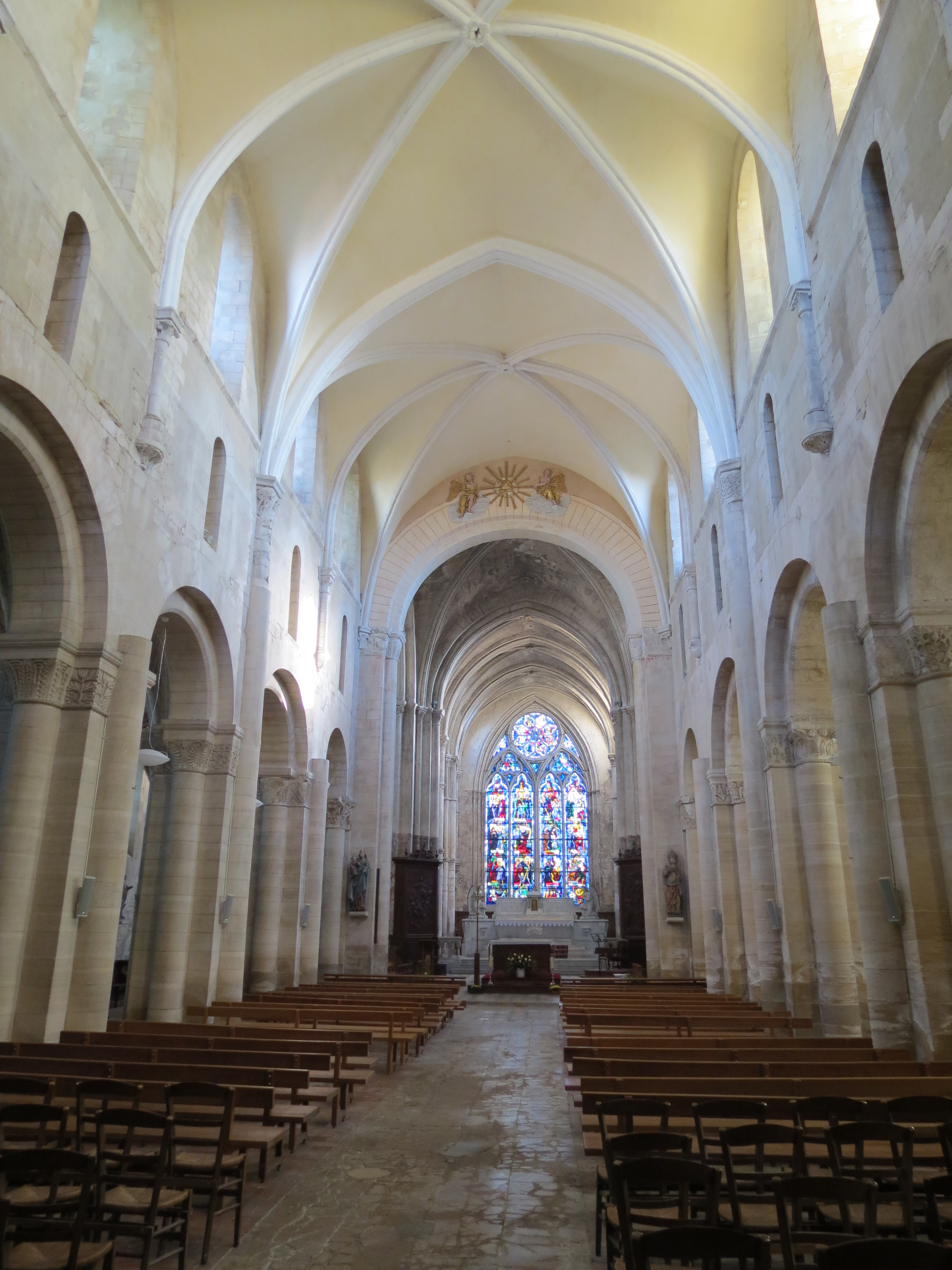
Innenansicht

Die römisch-katholische Kirche St-Hildevert in Gournay-en-Bray, einer französischen Gemeinde im Département Seine-Maritime in der Region Normandie, wurde im 12. Jahrhundert errichtet. Die romanische Kirche ist seit 1840 ein geschütztes Baudenkmal (Monument historique).

## Architektur
Die dem heiligen Hildevert, einem Bischof von Meaux, geweihte Kirche wurde an der Stelle einer im 10. und 11. Jahrhundert errichteten Vorgängerkirche erbaut. Der 48 Meter lange und 27 Meter breite Bau, als Stiftskirche errichtet, besitzt ein Hauptschiff mit sechs Jochen, das von zwei Seitenschiffen flankiert wird. Das Querhaus sowie der dreijochige Chor mit einem flachen Schluss sind größtenteils aus dem 12. Jahrhundert. Das 1875 restaurierte Mittelschiff stammt aus der ersten Hälfte des 12. Jahrhunderts wie auch der größte Teil des Querhauses. Das 28 Meter lange Hauptschiff wird im Erdgeschoss aus massiven, doppelt gestuften Rundbogenarkaden gebildet. Die breiten Obergadenfenster sind schmucklos ausgeführt. Der Turm über der Vierung wurde im Jahr 1649 abgerissen.
An der Westfassade befinden sich drei Portale, die mit Archivolten auf Säulen ruhend geschmückt sind. Die Fassade wird von zwei mächtigen Türmen überragt.

## Orgel
Die Orgel geht in Teilen zurück auf ein Instrument, welches 1538 von einem unbekannten Orgelbauer für eine andere Kirche erbaut worden war. Erhalten ist davon ein Teil des Orgelgehäuses. Die Orgel wurde 1793 in Gournay installiert. Das Orgelwerk stammt aus dem Jahre 1950; es wurde durch die Orgelbauer Gutschenritter rekonstruiert. Das Instrument hat Register gemäß der nachfolgenden Disposition auf zwei Manualwerken und Pedal. Die Spiel- und Registertrakturen sind elektro-pneumatisch.
| I Hauptwerk C–g3 |     |
| Bourdon          | 16′ |
| Montre           | 8′  |
| Flute            | 8′  |
| Bourdon          | 8′  |
| Prestant         | 4′  |
| Doublette        | 2′  |
| Fourniture IV    |     |
| Trompette        | 8′  |
| Cromorne         | 8′  |

| II Récit expressif C–g3 |        |
| Cor de nuit             | 8′     |
| Flute                   | 8′     |
| Gambe                   | 8′     |
| Voix céleste            | 8′     |
| Octavin                 | 4′     |
| Nazard                  | 2 ⁄3′  |
| Tierce                  | 1 3⁄5′ |
| Bombarde                | 16′    |
| Trompette               | 8′     |
| Clairon                 | 4′     |
| Basson hautbois         | 8′     |

| Pedal C–f1 |     |
| Soubasse   | 16′ |
| Flute      | 16′ |
| Flute      | 8′  |
| Flute      | 4′  |

- Koppeln: II/I (auch als Super- und Suboktavkoppel), I/P, II/P (auch als Superoktavkoppel).

## Bleiglasfenster
Die großen Bleiglasfenster im Chorhaupt stammen aus dem 14. Jahrhundert. Die während des Zweiten Weltkriegs zerstörten Fenster wurden 1954 von Jean Gaudin erneuert. Sie zeigen Szenen aus dem Leben des heiligen Hildevert.